# Zátiší Rokytka
Zátiší Rokytka je komplex 4 budov na jižním svahu nad řekou Rokytkou v Praze 9 - Vysočanech v ulici Svatošových.
Výstavba nízkoenergetických budov kategorie B s pěti nadzemními a dvěma podzemními podlažími proběhla mezi jarem 2017 a létem 2019. Developerský projekt nabízí 120 bytů o velikostech od 1+kk až 5+kk (31 až 151 metrů čtverečních). Každý byt má sklepní kóji a také terasu, balkon nebo předzahrádku (až 268 m2). V nabídce nechybí ani atypické mezonetové byty 4+kk (až 126 m2) a 5+kk (až 135 m2) s nerušeným výhledem do zeleně. Parkování je zajištěno v podzemním podlaží a pro návštěvy jsou vymezena veřejná venkovní stání. Developerem a výhradním prodejcem byla firma CODECO, a. s.
Domy byly pracovně označeny A (čp. 1013/1), B (čp. 1013/3), C (čp. 1014/5) a D (čp. 1014/7). Na budovy bezprostředně navazuje 1. etapa developerského projektu Čtvrť Emila Kolbena (domy s pracovním označením E, F, G). Projekt je de facto součástí velkorysé revitalizace okolí stanice metra B Kolbenova. Na jižní straně Kolbenovy ulice vzniká developerský projekt Vivus Kolbenova a na severní straně AFI City.

## Galerie

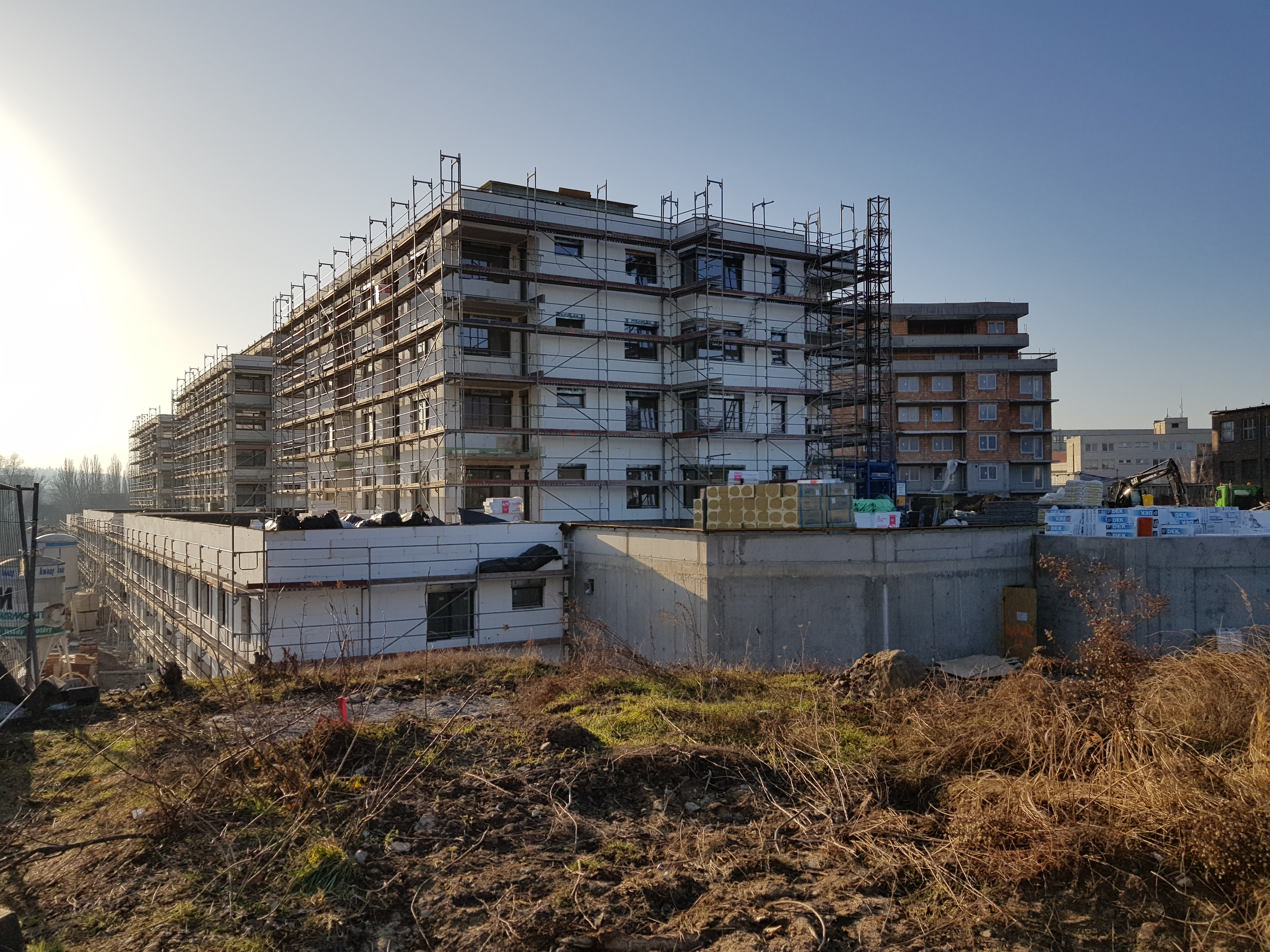
Stav výstavby v únoru 2019.
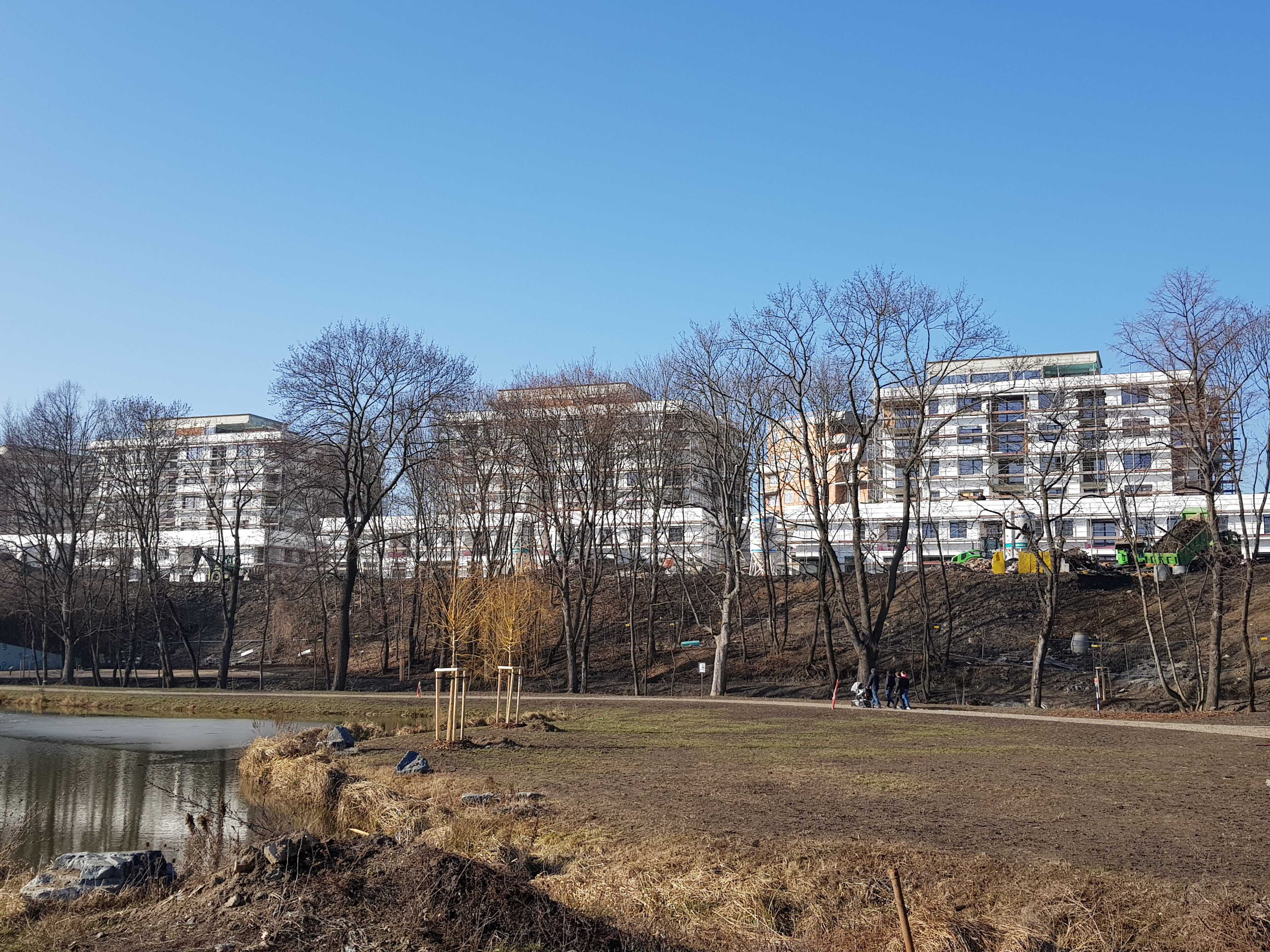
Pohled přes Rokytku v době výstavby v roce 2019.
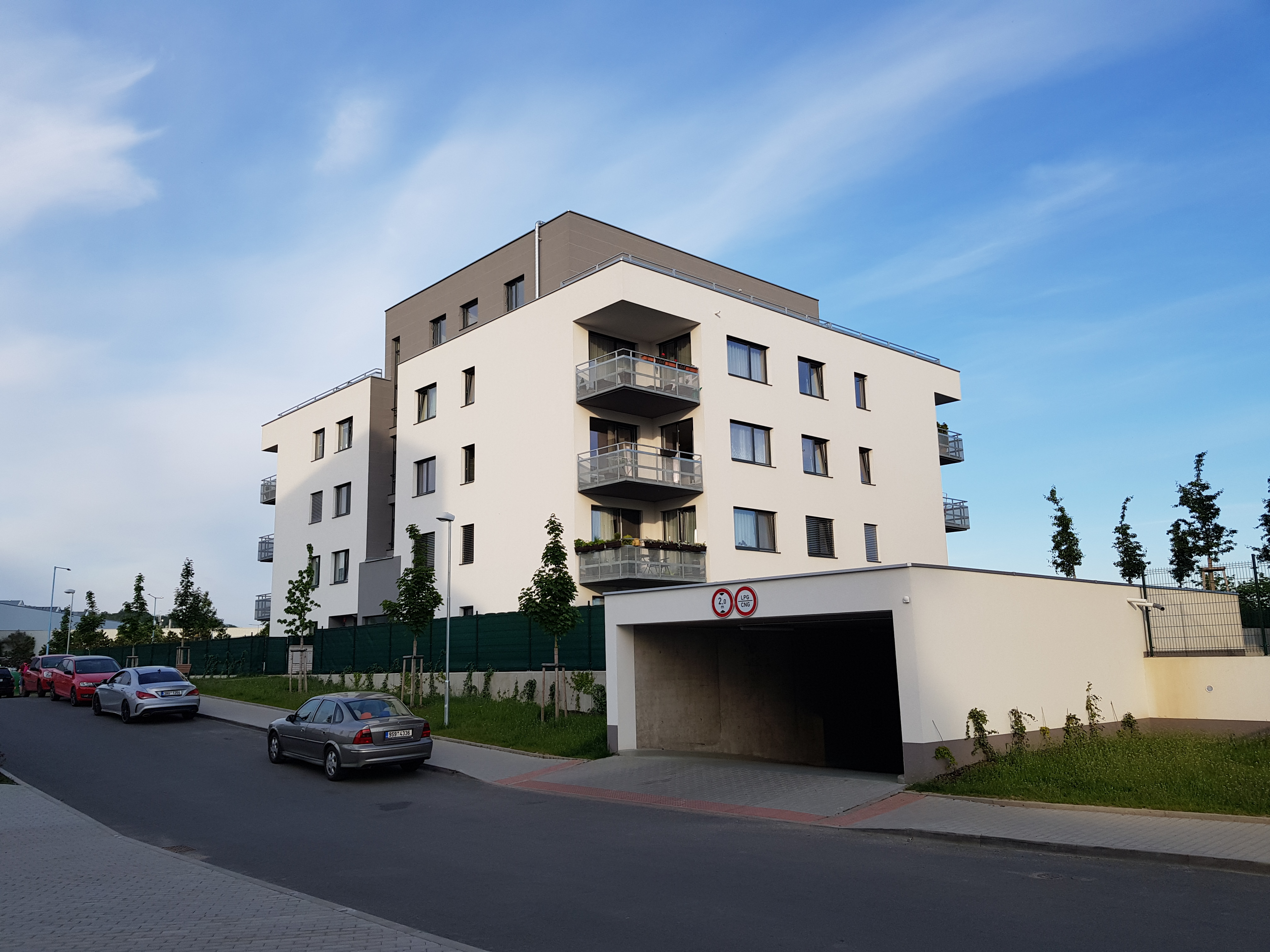
Bytový dům A (ul. Svatošových čp. 1013/1).
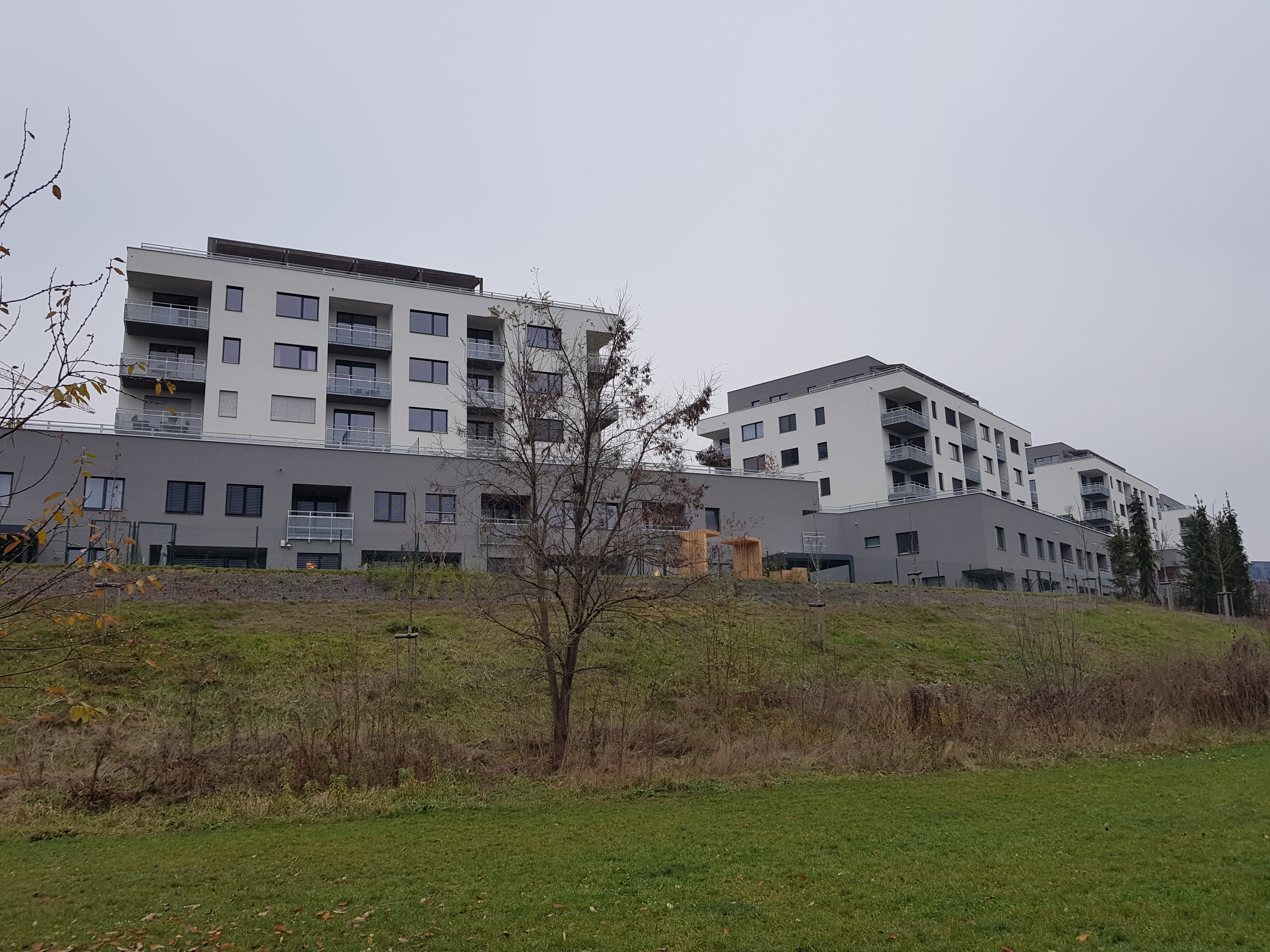
Zátiší Rokytka od jihozápadu.